# Époque dorée du cinéma mexicain

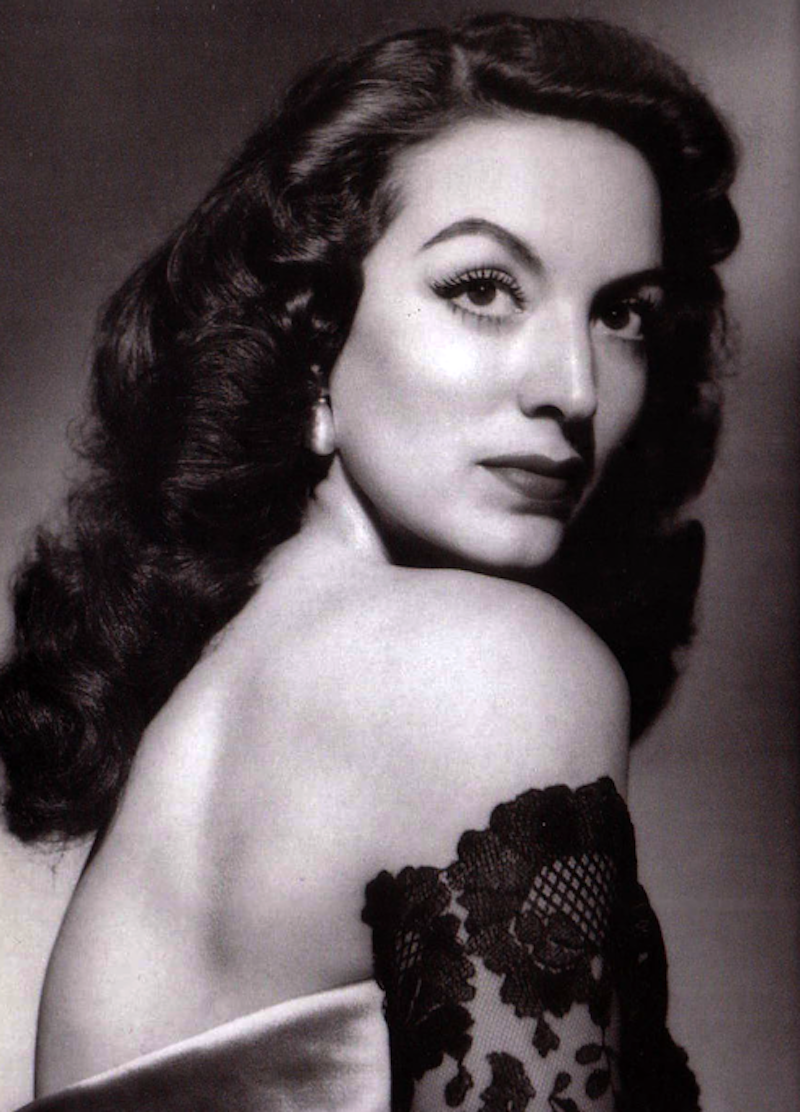
L'actrice Maria Felix, "femme fatale" type des films de l'époque. Elle marque le passage à un cinéma où les femmes ne sont plus cantonnées à des rôles secondaires.

L'Époque dorée du cinéma mexicain (en espagnol : Época de Oro del Cine Mexicano) est une période de l'histoire du cinéma mexicain allant de 1936 à 1956. Le qualificatif doré hérite de la conjonction des caractéristiques qui définissent cette époque, notamment la qualité de production, les plantureuses recettes et la renommée internationale de ces films. Les productions couvrent différents genres cinématographiques allant du film noir, comédies musicales (fortement influencées par la musique Ranchera), mélodrame, horreur et même d’auteur) et est incarné par une série de vedettes, Cet environnement culturel a favorisé l'émergence d'une nouvelle génération de réalisateurs et d'acteurs considérés à ce jour, icônes au Mexique et dans les pays hispaniques et publics hispanophones.

## Histoire
Avec l’élection du président Lázáro Cárdenas en 1934, le gouvernement mexicain, via son secrétariat à l’Education publique, produit « Les Révoltés d’Alvarado », signé  par Fred Zinneman, Ainsi commence une longue série de films bénéficiant du soutien financier du gouvernement, dans le cadre de sa politique de promotion des beaux-arts mexicains afin de combattre l’hégémonie de la production cinématographique hollywoodienne. Les cinémas avaient également  l’obligation de programmer au moins un film national chaque mois. Emilio Fernández, dit «el Indio» (l’Indien) en raison de ses origines y jouera un rôle déterminant. Il est très fortement marqué par Eisenstein, mais aussi par le «muralisme», qui puise ses sources dans l’art précolombien et vise à un art «monumental, héroïque, humain et populaire» par le biais d'un art naïf accessible pour tous, et l’«indigénisme», une ferme volonté d’exprimer la réalité culturelle du Mexique.
Le film Vámonos con Pancho Villa (1936) de Fernando de Fuentes, d'après le roman de Rafael Muñoz, tente de construire une critique des grands noms de la Révolution mexicaine et fabrique une représentation qui attribue aux sujets populaires une série de manières d'être et se comporter, ce qui est en phase avec un mode de vie anomique. Il s'agit principalement d'inscriptions liées au monde masculin contextualisées dans une réalité guerrière, où la violence est exaltée comme valeur virile. Le film est structuré à partir d'une série d'épisodes de bataille, qui composent une image de l'armée révolutionnaire comme une armée victorieuse, mettant en lumière les acquis de la bravoure individuelle, et fait de la lutte armée un espace social destiné à renforcer les principes révolutionnaires comme une valeur collective.
En 1939, pendant la Seconde Guerre mondiale, l'industrie cinématographique des États-Unis et d'Europe subit de lourdes difficultés. L'équipement anciennement destiné au cinéma est maintenant destiné à la production d'armes. Certains matériaux comme la cellulose commencent à manquer et sont rationnés. Les thématiques du cinéma français, italien, espagnol ou argentin sont elles aussi affectées, se concentrant davantage sur la guerre. Le Mexique saisit cette occasion pour produire des films aux thématiques plus versatiles, destinés au marché latino-américain. Cet environnement culturel a avantagé l'ascension d'une génération de réalisateurs et d'acteurs qui aujourd'hui encore sont des icônes au Mexique et dans les pays hispanophones. Au cours de ces années, la combinaison parfaite d'une industrie florissante, d'excellents cinéastes et d'une superbe liste de stars a permis la production d'un cinéma de haute qualité et à succès commercial.
Citons des productions comme « Alla en el Rancho Grande » (1936), œuvre du réalisateur Fernando de Fuentes. Le cadre est paysan et bucolique (« ranchero »), l’humour volontiers machiste, les chansons nombreuses et il introduit la figure du « peladito » (un marginal) avec Mario Moreno qui deviendra une icône populaire dès 1940, avec « Ahi Esta El Detalle », qui lance l’exportation des films mexicains à travers le monde. Mario Moreno est aussi consacré par trois autres films de bonne facture de cette époque : Así es mi tierra, Aguila o sol, d'Arcadi Boytler, et surtout Ahí está el detalle (1941).
En 1941, plusieurs sociétés de production voient le jour, telles que Filmex, World Films, Posa Films,, Películas Rodríguez et l'association de Bustillo Oro y Grovas. Cet environnement culturel a favorisé l'émergence d'une nouvelle génération de réalisateurs. Comme par exemple, ¡Ay, Jalisco, no te rajes! (en) (1941), réalisé par Joselito Rodríguez, avec Jorge Negrete et Gloria Marín. Le film met en valeur la puissante voix de Negrete et devient l'un des films marquants de sa carrière.
Un véritable star-system mexicain se développe avec des personnalités artistiques comme María Félix, qui joue en 1942 dans El peñón de las ánimas du réalisateur Miguel Zacarías, puis collabore avec Emilio Fernández, connaît son meilleur rôle dans le film Doña Bárbara (1943) de Fernando de Fuentes, et que l’on retrouve plus tard dans un film de Luis Buñuel.
En 1945, le Mexique produit plus de quatre-vingts films. C’est alors que commence «l’âge d’or» du cinéma mexicain.
Roberto Gavaldón est considéré comme « le père du film noir mexicain » avec Double destinée (La Otra, 1946).
Les musiciens et les chanteurs étaient une partie essentielle de ce genre de film ; tel est le cas d'Agustín Lara dans « Flor de tango » (1941), où Sofía Álvarez a également joué. Pensons aussi au boléro "Noche de ronda" (1942) La bande originale du film comportait plusieurs chansons d'Agustín Lara, en plus de la chanson qui lui a donné son titre. Manuel Esperón González était un compositeur, considéré parmi les plus prolifiquea de cette époque.
Les rancheras sont alors des histoires d'amour épiques, duels d'honneur, chansons d'amour et de chagrin. Aux côtés des protagonistes, des hommes très machos, honnêtes et drôles, des femmes belles, soumises et vulnérables ont été les éléments qui ont fait le succès de ces films et en ont fait des classiques. Ses performances ainsi que les histoires abordaient divers sujets tels que les œuvres littéraires, ont ému un large public.
Demetrio González a été l'un des grands protagonistes qui s'est distingué par sa puissante voix de baryton et a joué aux côtés de personnalités telles que Miguel Aceves Mejía, Luis Aguilar, Javier Solís, Joaquín Cordero et Lola Beltrán, parmi d'autres.
On peut dire que l'âge d'or du cinéma mexicain s'est terminé symboliquement le 15 avril 1957, le jour où son plus grand représentant, Pedro Infante, est décédé dans un accident d'avion,.
Au cours des années 1960, la production cinématographique mexicaine se réduisait à des drames familiaux aux scénarios de mauvaise qualité, et à des comédies légères qui étaient plutôt des véhicules de vitrine pour les chanteurs de Rock and Roll.
Dans les années 1970, la production cinématographique mexicaine a touché le fond. En grande partie due à la mauvaise gestion du népotisme gouvernemental à l'époque de Luis Echeverría et José López Portillo, ce dernier a placé sa sœur Margarita López Portillo à la tête de RTC (Radio Télévision et Cinématographie) du ministère de l'Intérieur, qui Sans formation dans le domaine, il limite les ressources initialement destinées au cinéma. La répression politique s'est traduite par l'autocensure de la plupart des cinéastes et producteurs. La production se réduisait à des films picaresques sans prétention ou à des productions d'État.